# 特羅伊齊克 (諾夫哥羅德-謝韋爾斯基區)
51°58′22″N 33°6′47″E / 51.97278°N 33.11306°E
特羅伊齊克（烏克蘭語：Троїцьке），是烏克蘭的村落，位於該國北部切爾尼戈夫州，由諾夫哥羅德-謝韋爾斯基區負責管轄，始建於1600年，面積1.48平方公里，海拔高度194米，2001年人口537，人口密度每平方公里362.8人。